# Geelsteelsatijnzwam
De geelsteelsatijnzwam (Entoloma xanthocaulon) is een schimmel behorend tot de familie Entolomataceae. Hij leeft saprotroof, in onbemeste, droge tot matig vochtige schrale graslanden en wegbermen, vooral in de kalkrijke zee- en rivierduinen, op rivierklei en op het krijt.

## Kenmerken

### Uiterlijke kenmerken
Hoed
De hoed heeft een diameter van 13-32 mm. De vorm is eerst stomp kegelvormig en vervolgens uitgespreid tot plano-convex of plano-concaaf. De hoed is sterk hygrofaan, van natte bruinroze tinten, met lange strepen, en droogt vervolgens bleker en oker-grijs, zijdeachtig van textuur. 
Lamellen
De lamellen zijn matig ver uit elkaar geplaatst, aangehecht, buikig, tot 5 mm breed, eerst smal en later wit tot zalmkleurig. 
Steel
De steel is slank, cilindrisch, 28-50 × 1,5-2,8 mm, licht verdikt aan de basis, grijs-oker van kleur, glanzend en kaal, met een meer gele tint dan de hoed.
Geur en smaak
Het vlees in de hoed is tot 1 mm dik, broos, en in de steel ook broos. De paddenstoel heeft een meelachtige geur en smaak. 

### Microscopische kenmerken
De sporen zijn 5-6-hoekig  en meten 7,2-8,3 × 5,7-6,7 micrometer. De basidia, de sporen dragende cellen, zijn 24-34 × 8,1-11,2 micrometer, knotsvormig en 4-sporig. Er zijn geen cystidia aanwezig. De hyfen in de lamellaire trama zijn cilindrisch en constant in grootte, met afmetingen van 159-346 × 12-28,5 micrometer.
De pileipellis (hoedbedekking) bestaat uit een cutis van cilindrische hyfen, 2,5-7,5 (-11) µm breed, met een centraal trichoderm van knotsvormige elementen tot 16 micrometer breed. De pileitrama (hoedstructuur) is subregelmatig, met een sterk gedifferentieerd hypoderm van opgezwollen, korte elementen (50,7-) 65,7-106 × (5-) 18-25 µm. Er zijn twee soorten pigmenten aanwezig, waarvan de ene sterk ingebed is in de hyfen van zowel de pileipellis als de pileitrama, wat resulteert in een granulair-intracellulaire structuur. Er zijn geen fibulae (dwarsverbindingen tussen hyfen).

## Verspreiding
In Nederland komt de geelsteelsatijnzwam matig algemeen voor. Hij staat op de rode lijst in de categorie Kwetsbaar.